# Fernando López Miras
Fernando López Miras (Murcia, 4 de octubre de 1983) es un abogado y político español, actual presidente de la Región de Murcia desde 2017. También preside el PP de la Región de Murcia desde ese mismo año.

## Formación y primeros años
Fernando López Miras nació en Murcia, en el Hospital Universitario Virgen de la Arrixaca. Por cuestiones laborales, su familia cambió varias veces de residencia, lo que le llevó a describirse como «un bebé en Archena, un niño en Águilas, un escolar de Cartagena, un bachiller lorquino y un universitario en Murcia».
Con todo, y aunque reconoce la influencia que tuvo en su formación el Colegio de los Padres Franciscanos de Cartagena, su mayor vínculo lo tiene con la ciudad de Lorca, donde vivió su adolescencia. Allí sigue muy ligado a la Semana Santa, y en concreto al Paso Blanco, donde es costalero del Cristo del Rescate. En 2019 fue nombrado pregonero de la Semana Santa de Lorca. Anteriormente lo había sido también en Yecla y Archena.
Licenciado en Derecho, posee también la titulación de mediador civil y mercantil. Abogado en el Colegio de Abogados de Lorca, es especialista en relaciones jurídico-empresariales. Su formación posgrado es la de un MBA (máster en Administración y Dirección de Empresas) por ENAE Business School.
Antes de comenzar su etapa política, inició su experiencia laboral en el sector financiero, trabajando en el Banco Español de Crédito y el Banco de Valencia en las localidades de Fuente Álamo, Molina de Segura y Lorca.
Durante cuatro años fue director de Gestión del Hospital General Universitario Rafael Méndez, de Lorca, cargo que desempeñaba cuando tuvieron lugar los terremotos del 11 de mayo de 2011.

## Trayectoria política inicial
A los dieciocho años decide afiliarse a Nuevas Generaciones del Partido Popular, organización en la que llega a ocupar, años más tarde, el cargo de vicesecretario nacional de Economía y Empleo.
En las elecciones autonómicas de 2011 fue elegido diputado en la Asamblea Regional de Murcia en las filas del Partido Popular, cargo que mantuvo hasta que en abril de 2014 renunció al mismo para ser nombrado secretario general de la consejería de Economía y Hacienda de la Región de Murcia.
Reelegido de nuevo como diputado regional en 2015, fue nombrado secretario segundo de la Mesa de la Asamblea, cargo que abandonaría el 29 de abril de 2017 para ser investido presidente de la Región de Murcia.
En el Congreso del PP de la Región de Murcia de marzo de 2017 fue nombrado coordinador general de dicha formación, cargo que desempeñó hasta el siguiente congreso, celebrado un año después, el 18 de marzo de 2018, cuando fue elegido presidente.

## Presidente de la Región de Murcia

### Primer gobierno (2017-2019)
El 29 de abril de 2017, tras la dimisión de Pedro Antonio Sánchez, fue investido presidente de la Región de Murcia en segunda votación, con la abstención de Ciudadanos. Con tan solo treinta y tres años de edad, se convertía en el presidente autonómico más joven de la Democracia en España, superando a José María Aznar que lo había sido con treinta y cuatro años.
El 3 de mayo de 2017 tomó posesión del cargo en el Palacio de San Esteban, en presencia de la entonces vicepresidenta del Gobierno de España, Soraya Sáenz de Santamaría. Establecía como prioridades de su gobierno el empleo, la bajada de impuestos, la financiación autonómica, el agua y las infraestructuras.

### Segundo gobierno (2019-2023)
Tras conseguir en las elecciones autonómicas de 2019 16 diputados de 45 en la Asamblea Regional, pudo mantener la presidencia gracias a un pacto de gobierno con Ciudadanos, que, a diferencia de la legislatura anterior, entraría a formar parte del gobierno, con apoyo exterior de Vox.
Sin embargo, en marzo de 2021, Ciudadanos, tras la vacunación irregular de altos cargos autonómicos, incluido el consejero de Salud, que dimitió, se alía con el PSOE para presentar una moción de censura para desbancar al PP de la presidencia de la Región de Murcia y de la alcaldía de Murcia.

#### Moción de censura (marzo de 2021)
En el mes de marzo de 2021, y ante la presentación de una moción de censura en su contra, promovida por Partido Socialista de la Región de Murcia y Ciudadanos, incorpora a su gobierno a los tres miembros de Ciudadanos que se posicionan a favor del presidente regional, rompiendo la disciplina de partido y contra el documento que horas antes habían firmado, nombrando consejero de Empleo, Investigación y Universidades a Francisco Álvarez García, consejera de Empresa, Industria y Portavocía a María del Valle Miguélez Santiago, y manteniendo en su cargo de Vicepresidenta del Consejo de Gobierno de la Región de Murcia y Consejera de Política Social, Mujer, Igualdad, LGBT, Familias y política social de la Región de Murcia a Isabel Franco Sánchez.
Esta remodelación del gobierno regional es definida por Ciudadanos, por el Partido Socialista y por gran parte de los medios como transfuguismo, pues, aun pudiendo considerarse que estos miembros, ya expulsados de Ciudadanos, son fieles al pacto de 2019, son infieles a su partido y, por tanto, tránsfugas. De este modo, y según diversos medios, se incumple el pacto antitransfuguismo.
Debatida la moción de censura el día 17 de marzo y votada el día 18, es rechazada con el apoyo de los tres diputados tránsfugas de Ciudadanos y los cuatro del Grupo Parlamentario Vox, sopesándose la posibilidad de ceder alguna cartera en el Gobierno de la Región de Murcia a diputados expulsados de Vox.
El sábado 3 de abril de 2021, Sábado Santo, se confirma esta posibilidad con el nombramiento de María Isabel Campuzano Martínez como Consejera de Educación y Cultura del gobierno de la Región de Murcia, persona que concurre a las elecciones autonómicas de España de 2019 en la lista de la formación política Vox, de la cual es expulsada posteriormente, quedando, de este modo, cinco consejeros sin adscripción clara a un partido político formando parte del gobierno remodelado, lo que supone el 50 por ciento del mismo.

##### Transfuguismo
Según dictamen 2/2021 de la Comisión de Expertos Independientes de la Comisión de Seguimiento del Pacto por la Estabilidad Institucional y lucha contra el Transfuguismo Político, se considera que incurrió en una conducta tránsfuga «por ser inductor y beneficiario de la conducta tránsfuga de los y las diputadas precitadas». Esto se debió a que varios diputados de otro partido político rompieron la disciplina de su partido para evitar una moción de censura contra el presidente regional y este les mantuvo o introdujo en el gobierno regional.

### Elecciones de 2023
Es nombrado candidato del Partido Popular a las elecciones autonómicas del 28 de mayo de 2023. En dichas elecciones el PP consigue 21 diputados de 45. La mayoría para poder ser elegido de nuevo presidente dependerá del partido Vox. En la sesión de investidura celebrada los días 7 y 10 de julio de 2023 la Asamblea Regional de Murcia rechaza investir a López Miras como presidente de la Región de Murcia debido a los 24 votos en contra de PSOE (13), Podemos (2) y Vox (9).